# 삼실총
삼실총은 중국 길림성 지안현 여산 남쪽 기슭의 고구려시대 고분이다. 세칸의 방으로 이루어져 삼실총이라고 불린다.

## 벽화
삼실총 안에는 인물풍속도 및 사신도가 있고, 성좌도도 있지만 파손이 심해 식별하기 어렵다.
제1실에 있는 벽화중에 매사냥하는 모습이 있는데, 말을 탄 사람이 새를 얹고 있다.